# کارده
کارده، روستایی در دهستان کارده بخش مرکزی شهرستان مشهد استان خراسان رضوی ایران است.
در حاشیه این روستا سد بتنی دو قوسی کارده نیز قرار دارد که بر روی رودخانه کارده احداث شده است.

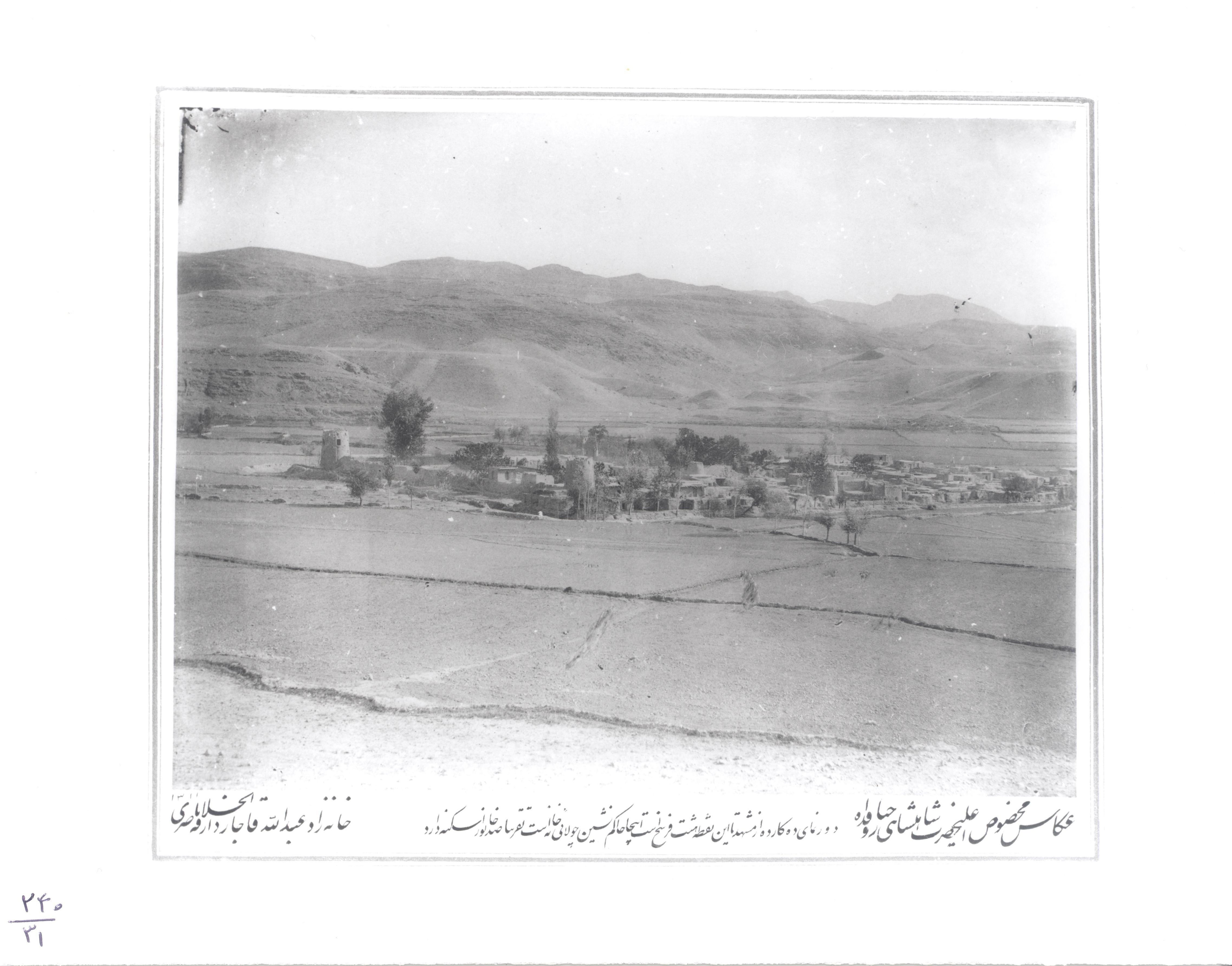
دورنمای روستا در ۱۳۱۱ هجری قمری

## جمعیت
بر پایه سرشماری عمومی نفوس و مسکن در سال ۱۳۹۰ جمعیت این روستا ۴۵۵ نفر (در ۱۳۵ خانوار) بوده است.